# Stade Marie-Marvingt
Das Stade Marie-Marvingt ist ein Fußballstadion in der französischen Stadt Le Mans, Département Sarthe, im Nordwesten des Landes. Es war von 2011 bis 2013 und seit 2016 wieder die Heimspielstätte des Le Mans FC, der zurzeit in der National (3. Liga) antritt. Die Sportstätte war das erste französische Stadion, dessen Namen an einen Sponsor verkauft wurde. Das Versicherungsunternehmen Mutuelles du Mans Assurances zahlte zuerst einen einmaligen Betrag von drei Mio. Euro und danach pro Jahr eine Mio. Euro über eine Zeit von zehn Jahren. Am 27. Juli 2022 wurde die Anlage zu Ehren der französischen Pilotin, Krankenschwester und Sportlerin Marie Marvingt (1875–1963) in Stade Marie-Marvingt umbenannt.

## Geschichte
Der damalige Fußballverein Le Mans UC 72 stieg 2005 in die Ligue 1 auf. Damit wurde ein neues Stadion in Le Mans nötig, da die alte Spielstätte Stade Léon-Bollée schon über 100 Jahre alt war (Eröffnung 1906) und es den modernen Anforderungen nicht mehr genügte sowie auch mangels Platz nicht mehr erweitert werden konnte. Anfang 2006 stellte der Architekt Bernard Huet seinen Entwurf der Öffentlichkeit vor. Das Stadionprojekt sah eine Kapazität von 25.000 Plätze für den Fußballbetrieb vor. Darüber hinaus fasst das Stadion bei Konzerten bis zu 40.000 Zuschauer. Neben dem Fußball könnten auch Rugbyspiele ausgetragen werden, ebenso wurde das Stadion bereits vom American-Football-Club Caïmans 72 genutzt. Für die Spiele in der Division d’Honneur zog der – inzwischen in Le Mans FC umbenannte – Fußballverein in das 5000 Zuschauer fassende Stadion Le Clos-Fleuri. Der südliche Teil des Daches ist transparent, damit der natürliche Rasen des Spielfeldes mehr Tageslicht bekommen kann. Ins Stadion ist auch ein Hotel integriert.
Das Stade Marie-Marvingt steht im Complexe Sud de Mulsanne, in Nachbarschaft zur Mehrzweckhalle Antarès, in der die Basketballmannschaft der Le Mans Sarthe Basket spielt. Des Weiteren gehört zum Areal die Kartbahn Circuit Karting Alain Prost, eine Radrennbahn und eine Pferderennbahn. Auch der Circuit des 24 Heures auf dem das berühmte 24-Stunden-Rennen von Le Mans ausgetragen wird und die Rennstrecke Circuit Bugatti, auf der der Große Preis von Frankreich (Motorrad) und das 24-Stunden-Motorradrennen von Le Mans veranstaltet wird, sind dort in der Umgebung zu finden. Am 1. Oktober 2010 erhielt die neue Heimat des Le Mans FC seine Spielfläche aus Naturrasen. Später wurde ein Hybridrasen verlegt.
Am 5. Juni 2012 feierte die französische Fußballnationalmannschaft der Männer bei ihrer Premiere in der MMArena einen ungefährdeten 4:0-Sieg gegen Estland in Vorbereitung auf die EM 2012.

## Länderspiele
Die Begegnung gegen Estland war das bisher einzige Spiel der Männer im neuen Stadion von Le Mans. Die Frauen traten bereits zu sieben Partien, die sie alle gewannen, im Stade Marie-Marvingt an.
Männer
- 05. Juni 2012:  Frankreich –  Estland 4:0 (Freundschaftsspiel)

Frauen
- 28. Nov. 2013:  Frankreich –  Bulgarien 14:0 (Qualifikation zur WM 2015)
- 09. Apr. 2014:  Frankreich –  Österreich 3:1 (Qualifikation zur WM 2015)
- 22. Sep. 2015:  Frankreich –  Rumänien 3:0 (Qualifikation zur EM 2017)
- 26. Nov. 2016:  Frankreich –  Spanien 1:0 (Freundschaftsspiel)
- 06. Apr. 2018:  Frankreich –  Nigeria 8:0 (Freundschaftsspiel)
- 12. Apr. 2022:  Frankreich –  Slowakei 1:0 (Qualifikation zur WM 2023)
- 11. Apr. 2023:  Frankreich –  Kanada 2:1 (Freundschaftsspiel)

## Galerie

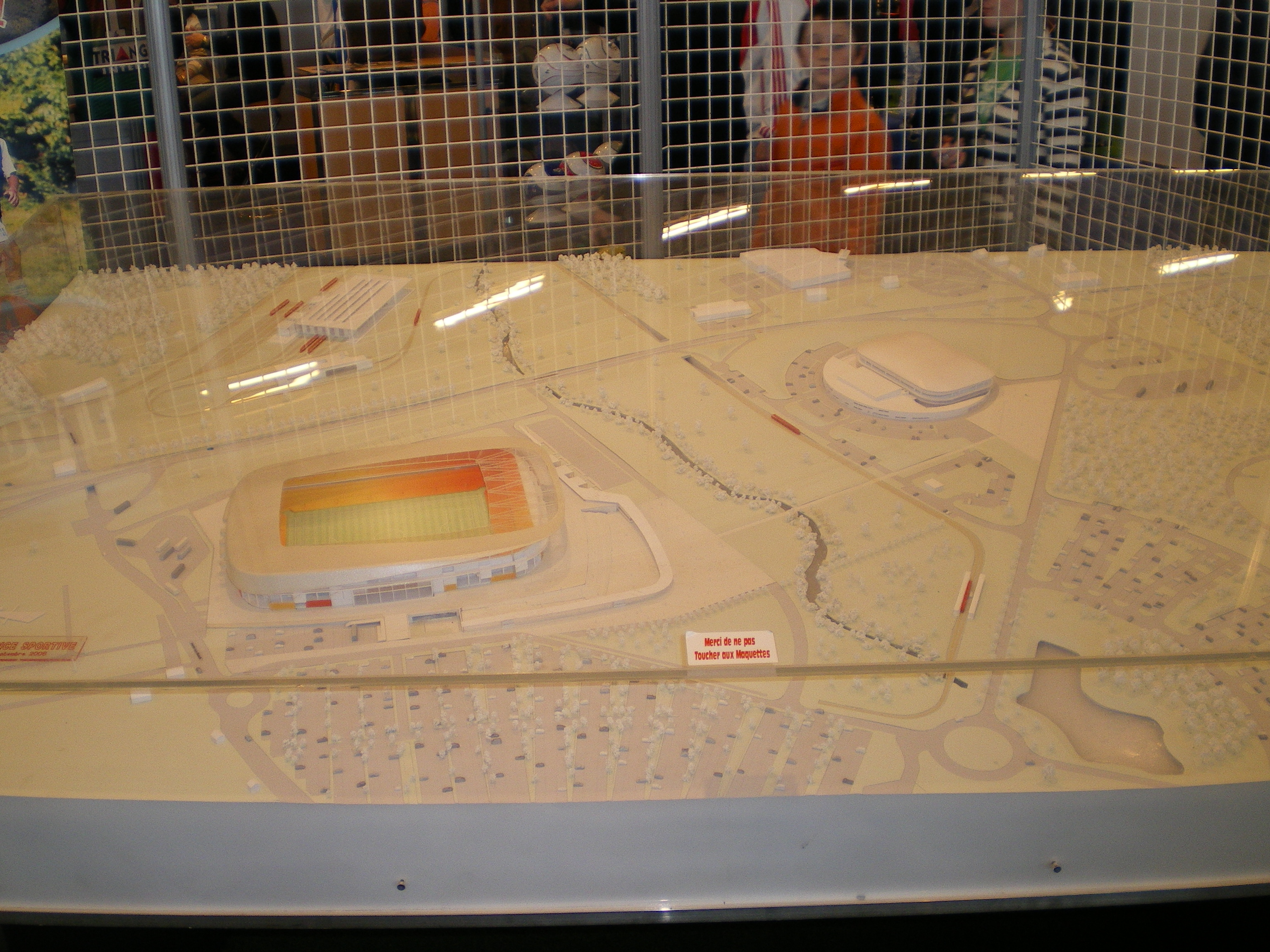
Modell des Stade Marie-Marvingt; rechts auf dem Bild die Mehrzweckhalle Antarès
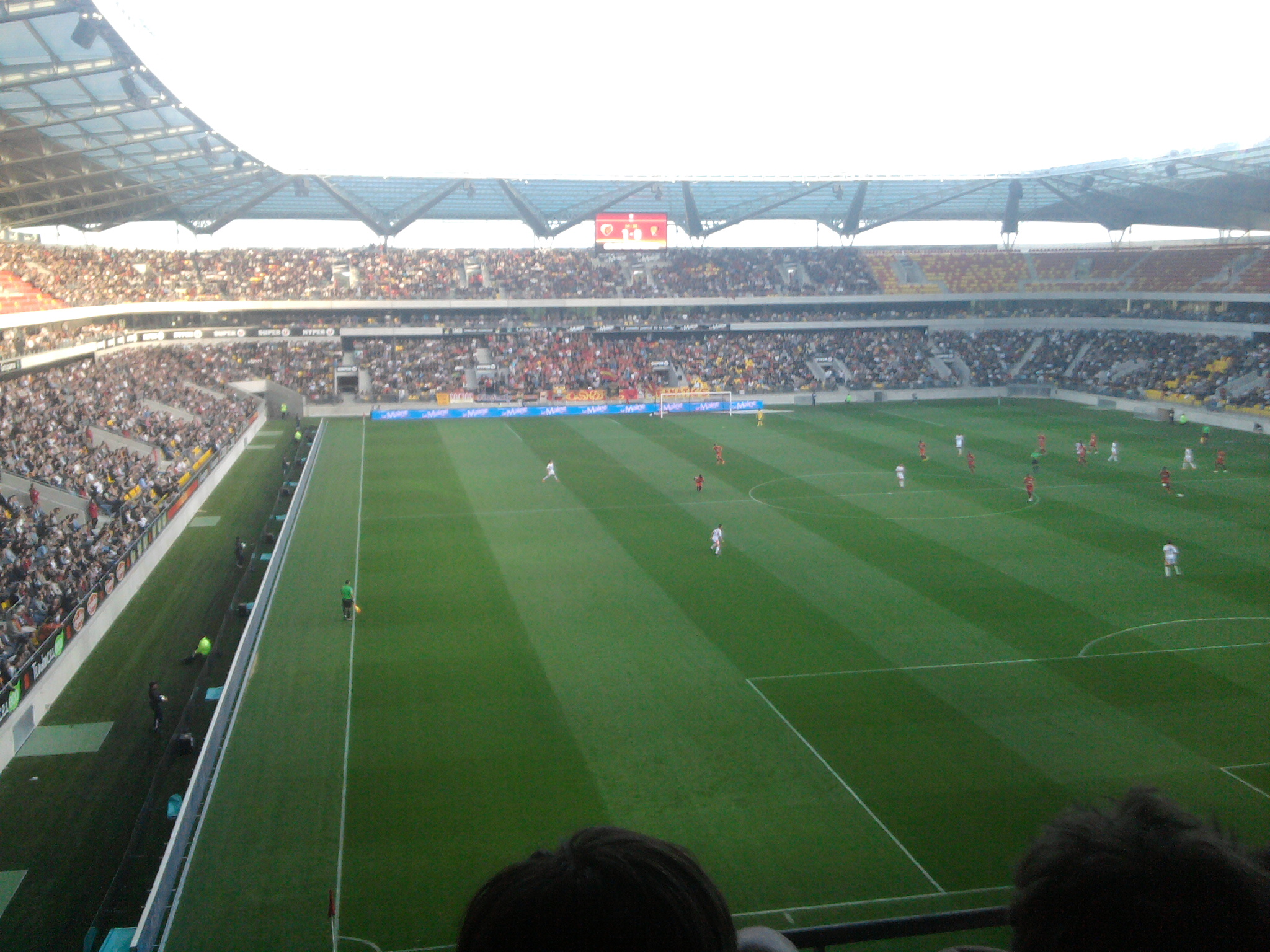
Spiel der Ligue 2: Le Mans FC gegen Stade Laval 2011